# هرمان أينشتاين
هرمان أينشتاين (بالألمانية: Hermann Einstein)‏ (و. 1847 – 1902 م) هو رائد أعمال، ومهندس ألماني، ولد في باد بوخاو، توفي في ميلانو، عن عمر يناهز 55 عاماً، بسبب قصور القلب.